# Frieder Henf

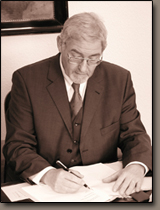
Frieder Henf

Frieder Henf (* 30. Dezember 1943 in Neustadt in Holstein) ist ein deutscher Jurist, der in öffentlichen Ämtern in der Bundesrepublik Deutschland gewirkt hat.
Er war von 1987 bis 1988 stellvertretender Regierungssprecher des Landes Schleswig-Holstein nach der  Barschel-Affäre und hat von 1991 bis 1998 wesentlich den Aufbau der Verwaltung des Landes Mecklenburg-Vorpommern mitgestaltet, zuletzt als Staatssekretär im Wirtschaftsministerium. Frieder Henf war von 2001 bis zur Überführung in eine neue Wirtschaftsförderungsstruktur im Jahr 2009 geschäftsführendes Vorstandsmitglied der Technologie-Region K.E.R.N. Kiel / Eckernförde / Rendsburg / Neumünster. Er war Vorsitzender oder Mitglied in zahlreichen Aufsichtsräten, u. a. der Treuhandliegenschaftsgesellschaft (TLG) und der VEAG in Berlin.

## Familie
Frieder Henf wurde als Sohn des Kieler Marineoffiziers Kurt Henf und seiner Frau Gertrud während der Ausquartierung aufgrund alliierter Bombenangriffe auf Kiel in Neustadt in Holstein geboren. Frieder Henf hat mit seiner Frau Elisabeth, geb. Illner, vier Kinder.

## Ausbildung
Nach dem Abitur an der Kieler Gelehrtenschule 1963 leistete er von 1963 bis 1965 Dienst bei der Bundeswehr, die er als Major der Reserve verließ. Von 1965 bis 1969 studierte Frieder Henf Rechts- und Staatswissenschaften in Kiel und Freiburg, 1969 legte er das Erste Staatsexamen, 1974 das Zweite Staatsexamen ab. 1977 wurde er an der Christian-Albrechts-Universität zu Kiel (Billigkeit und zivilrichterliche Argumentation) zum Dr. jur. promoviert. Er blieb der juristischen Ausbildung als Mitglied der Justizprüfungsämter in Schleswig und Hamburg (seit 1981) und Schwerin (seit 1992) verbunden und war Lehrbeauftragter an der Fachhochschule für Verwaltung und Dienstleistung (FHVD) in Kiel-Altenholz.

## Beruflicher Werdegang und öffentliche Ämter
Von 1974 bis 1977 war Frieder Henf als Richter am Landgericht Kiel und den Amtsgerichten Plön und Preetz tätig. Ehrenamtlich war er von 1972 bis 1980 in der Gemeindevertretung der Kieler Stadtrandgemeinde Raisdorf, der heutigen Stadt Schwentinental,  tätig. Zuletzt als Bürgervorsteher hat er dort den Ausbau des bis heute größten Sondergebietes für großflächigen Einzelhandel („Ostseepark“) in Deutschland begleitet. Nach dem Wechsel in die schleswig-holsteinische Landesverwaltung war er von 1977 bis 1980 im Justizministerium, bis 1985 im Innenministerium und bis 1987 in leitenden Funktionen in der Landtagsverwaltung tätig. Nach dem Tod des schleswig-holsteinischen Ministerpräsidenten Barschel wurde Henf 1987 zum stellvertretender Regierungssprecher des Landes Schleswig-Holstein bestellt. Neben seiner fachlichen Qualifikation war ebenso wie bei dem zum Regierungssprecher bestellten Präsidenten des Landessportbundes Hans Hansen ausschlaggebend, dass Henf in der sog. Barschel-Affäre unbelastet war. Die Illustrierte Superillu wurde wegen gegenteiliger Behauptungen vom Landgericht Berlin rechtskräftig verurteilt.
Seit den Neuwahlen 1988 war Henf bis 1991 im Justizministerium des Landes Schleswig-Holstein tätig, von wo er 1991 zum Aufbau der Landesverwaltung in Mecklenburg-Vorpommern abgeordnet wurde. Als Leiter der Allgemeinen Abteilung im Umweltministerium wechselte er auf Wunsch der Landesregierung in Schwerin in die Verwaltung des Landes Mecklenburg-Vorpommern, dem Henf in der Folge als stellv. Staatssekretär im Umweltministerium, als stellv. Staatssekretär im Ministerium für Bau und Landesentwicklung und zuletzt bis 1998 als Staatssekretär im Wirtschaftsministerium diente. Er hat maßgeblich an der Ansiedlung von Unternehmen in Mecklenburg-Vorpommern und der Privatisierung ehemaliger Staatsbetriebe mitgewirkt.
Frieder Henf war neben seiner beruflichen Tätigkeit Vorsitzender oder Mitglied in zahlreichen Aufsichtsräten, u. a. der Treuhandliegenschaftsgesellschaft (TLG), der Ihlenberger Abfallentsorgungsgesellschaft (IAG) und der VEAG in Berlin. Als Mitbegründer ist er Sozius der Rechtsanwaltskanzlei Dr. Henf & Partner mit Standorten in Kiel, Hamburg und Preetz. Von 2001 bis zur Überführung in eine neue Wirtschaftsförderungsstruktur im Jahr 2009 war Henf geschäftsführendes Vorstandsmitglied der Technologie-Region K.E.R.N. Kiel  / Eckernförde / Rendsburg / Neumünster.
Henf ist Mitglied im Klub Kieler Kaufmann. Er engagiert sich ehrenamtlich bei Lions (Präsident des Lions-Club Kieler Förde 2009/2010 und 2017/2018) und für die Werke regionaler Künstler aus Schleswig-Holstein (Unterstützung der Fritz-During-Stiftung und verschiedener Ausstellungen zum Werk von Ekkehard Dekkert, zuletzt in der Industrie- und Handelskammer zu Kiel und im Caspar von Saldern Haus in Neumünster.

## Veröffentlichungen (Auszug)
- Hans J. Richter (Hrsg.), Frieder Henf (Autor), Tyll Necker (Autor), Friedemann W. Nerdinger (Autor): Chancen mittelständischer Unternehmungen im globalen Wettbewerb. Schwerin 1999, ISBN 3-933521-03-3

- Frieder Henf, Petra Hinze, Herbert Müller: Mittelständische Unternehmungen in Zukunftsmärkten. Schwerin 1999, ISBN 3-933521-04-1